# Eodelphis
Eodelphis (лат., от др.-греч. ηώς — рассвет и греч. δελφίς — опоссум, буквально — ранний опоссум) — род  сумчатых млекопитающих, обитавших во времена верхнемеловой эпохи (с верхнего сантонского по маастрихтский век, 85,8—66,0 млн лет назад) на территории современных США и Канады. Обладали мощными челюстями и зубами. Eodelphis были, вероятно, водными хищниками, как и представители родственного рода Didelphodon. Масса Eodelphis, могла составлять около 0,6 кг, что делает их одними из самых крупных млекопитающих своего времени.

## Классификация
По данным сайта Fossilworks, на апрель 2017 года в род включают 2 вымерших вида:
- Eodelphis browni Matthew, 1916typus
- Eodelphis cutleri (Woodward, 1916) [syn. Cimolestes cutleri Woodward, 1916]